# Ruina 廃都の物語
『Ruina 廃都の物語』（ルイナ はいとのものがたり）は、RPGツクール2000で製作されたフリーウェアのコンピュータRPG。作者は枯草章吉。2008年12月24日、ver. 1.00が公開された。最新版はver. 1.21(2009年7月7日)。

## 概要
舞台となるのはオーソドックスな中世ヨーロッパ風のファンタジー世界の一地方。ゲームはプレイヤーキャラクターの住む町を拠点とし、町の地下に広がる広大な遺跡を探索することでストーリーが進行していく。遺跡（ダンジョン）の探索はゲームブックやTRPGなどのシステムを参考にした、他のRPGとは趣向の異なるシステムを特徴とし、特にテキストに比重をおいた作りになっている。またダンジョン内には謎かけの類も多数用意されており、こうした仕掛けを解かなければ進めない場面も多い。
ゲームの自由度は高く、主人公にはいくつもの生い立ちが設定されているほか、ゲーム全般を通して、一つの問題に対していくつもの解決法が提示される場面が多く見られる。場合によっては仲間になるはずのキャラクターや、仲間であったキャラクターを殺してしまうことさえ可能であり、そのために後味の悪い展開につながることもある。
BGMは初期の段階ではRTP素材のものも用いていたが、それらはバージョンアップに伴いフリー素材の別のBGMに差し替えられた。敵グラフィックも一部RTP素材のものを使用しているが、作者の自作によるものも多く含まれる。特にテキスト表示の際の一枚絵は、児童文学の挿絵を意識した独特のタッチで描かれている。
作者は本作の製作以前に『大河物語』という独自システムのTRPGを考案しており、本作はその当時の世界設定である『大河世界』を多分に受け継いでいる。
本作は2009年5月1日、ふりーむ!第四回ゲームコンテストにて最優秀賞を受賞し、同年の窓の杜大賞2009の候補作品にもノミネートされた。
2022年9月20日、枯草章吉の完全監修のもと、KADOKAWAグループの天聞角川によるリメイク版の制作が発表された。プラットフォームはSteam (Windows PC) に加えて複数を予定している。

## システム
町
前述したように、本作には拠点となる町が存在し、ダンジョンに出発する前に様々な準備を整える必要がある。町にはいくつかの商店や仲間たちが待機している酒場などが存在する。パーティー編成は基本的に一日に一度、日が開けた直後にしか行えず、一度酒場から出てしまうと翌日にならなければ再編成を行うことはできない。また武具や探索必需品を除いた商品は一日ごとの仕入れ量が決まっており、購入した数がこれを上回ると全ての消耗品類が品切れ状態となってしまい、翌日になるまで補充されない。また、同一アイテムの所持数が10個を上回る場合、そのアイテムを商店で購入することは出来なくなる。以上のことから、回復アイテムの物量に任せた力押しの攻略は難しくなっている。
移動・探索
一部例外を除き、いわゆる2Dのドット絵キャラクターを操作するといった移動法は存在しない。マップ上にある探索・調査が可能なポイントを指定することで、そこで初めてキャラクターはそこに移動したことになり、その場面に応じたアクションを起こすことが可能になる。このポイントがマップ上の未知の（不可視の）領域につながる地点の場合、その場所での出来事や情景を描写した後、探索可能な領域（可視領域）が広がる。このポイントは多くの場合目に見える形で印がついているが、中には隠された財宝など一見しただけでは解らない場所に存在していることもある。
また多くのポイントは、その場所でクリアすべき条件を満たすと経験値や財宝を入手することができる。これは単にポイントを調べるだけで良い場合もあるが、戦闘をこなしたり、特定の道具やスキルを使ってクリアしなければならないことも多い。本作では戦闘で入手できる経験値の量が極めて少なく、また探索で得た経験値は仲間にしていないキャラクターにも入るため、キャラクターのレベルアップは探索で入手できる経験値に大きく依存することになる。
なおポイントの記号は四種類存在し、それぞれその場所で起こるイベントの内容を示唆している。
称号・SP
称号は戦士や魔術師といった、他のRPGにおける職業に該当するもので、主人公のみこれらの称号を得て能力値を成長させたり、新たなスキルを習得することができる。称号は下級のものが10種、上級のものが10種の計20種が存在。下級称号なら『称号の証』、上級称号なら『熟練の証』を必要とし、さらに探索の過程で入手する特殊なポイント『SP』を消費することで、新たな称号を得ることができる。各称号には5段階のレベルが設定されており、称号獲得時と同数値のSPを消費することでレベルアップさせることができる。
SPはチェックポイントという、ダンジョン内にある特定のポイントをクリアするときに得られるほか、後述するTTEXPなどいくつかの要素によっても得ることができる。なお、前回チェックポイントクリア時点から3日以内に次のチェックポイントをクリアした場合、より多くのSPを入手することが出来る。
TTEXP
This Time EXPの略称。ダンジョンに出発してから町に帰還するまでの経験値の総量で、帰還時にリセットされる。この時にTTEXPが規定値まで達しているとボーナスとしてSPが与えられ、次のTTEXP規定値が表示されるようになる。ただしこのボーナスには上限回数があり、規定量を得た後はいくらTTEXPを溜めても特にボーナスは得られない。なお、一度の探索で次回分以上のTTEXPを溜めることは可能で、この場合ボーナスSPを複数回分入手することになる。
ランダムダンジョン
周回プレイ時に特定の探索ポイントから行くことができる、クリア特典のダンジョン。ここでしか手に入らないアイテムなども存在する。ランダムダンジョンは野生動物の住処、神殿跡といったシチュエーションがいくつか用意されており、これらのタイプ別に数種類ある地形からランダムにマップが選ばれ、通常のダンジョンと同じようにポイントをクリアしながら階層を進んでいく。ポイントにはその階層到達時にランダム設定された様々なイベントが起きるようになっていて、これによって戦闘が発生することもあれば、財宝を入手することもできる。ただし、ランダムダンジョンではポイントのクリアによって経験値を得ることはできない（経験値を得られるイベントは存在する）。最深部にはそのダンジョンのボスが待ち構えており、これを倒すことでSPや経験値、財宝を獲得することができる。

## ストーリー
ネス公国の辺境、大河アークフィアのほとりに位置する町ホルム。ここで暮らしていた主人公は、ある日何かに呼ばれるように森の中へ踏み行っていく。そこには見たこともない洞窟が広がっていた。その場所が自分を呼んでいると強く感じた主人公は、町にいるネルやパリス、ラバンに助力を頼み、洞窟を探索する。そして見たこともない化け物が蔓延る洞窟の奥で、地底湖から突き出した四角錐型の奇妙な構造物を発見した。しかしそこに骸骨の戦士が現れ、「見るな、暴くな」と警告しながら襲いかかってくる。これを撃退し、ひとまず町に戻って休む主人公。その夜、洞窟から化け物たちが次々と現れ、町を襲撃するという事件が発生。町に飛び出た主人公はなんとか親玉らしき怪鳥を倒すが、怪鳥は最期に不吉な予言を残す。そしてその予言は的中し、その後ホルムは作物の不作や奇病の流行といった異変に見舞われる。ネス公国はこの事態を重く捉え、原因は全て洞窟の奥に広がる古代の遺跡にあるとし、この異変の原因を取り除いた者には莫大な報奨金が約束された。こうしてホルムの町には様々な地方から冒険者が集い始め、遺跡に眠る神秘を巡って物語は動き始める。

## 世界設定

### 地名
ネス公国
かつて存在した大シーウァ王国が、三つの国に分裂した際に成立した後継国家。封建制国家であり、貴族達の発言力が強い。ゲームの舞台となる国。
ホルムの町
ネス公国南西の国境近くに位置する、大河中流の要衝。ただし立地的に陸路は不便で、周辺にもいくつかの村が存在する程度。
レンデュームの郷
ホルム北西にある集落で、忍者を思わせる独特の技能を身につけた部族が暮らしている。かつて起きた戦争に負けたことで、現在はホルムに従属している。
西シーウァ王国
ネス公国と同じく、大シーウァ王国分裂後の後継国家の一つ。過去にシーウァを再び統一すべく戦争を起こしたことがある。
ユールフレール島
大河神殿の総本山。長い歴史を誇る宗教団体ということもあって、半ば国家の様相を呈している。ホルムの遺跡についての予言が残されており、そのためにホルムの異変を取り巻く状況を強く危険視している。

### 用語
アークフィア
大河にちなむ女神で、大河の名前にもなっている。慈悲、慈愛の神として広く信仰されている。これは邪神によって悪の心を植え付けられた人間達を滅ぼすことに決めた主神に対し、アークフィアがその身を捧げることによって思い留まらせたからだとされる。
アーガデウム
古に栄えた王国の名。アークフィアの慈悲によって知恵を授けられた人間が樹立させた王国。しかしこの王国は悪に染まっていたために主神の怒りに触れ、その大地ごと沈められて封印されたとされる。
夜種
異形の存在。夜の神ミルドラの眷属とされており、ミルディアンとも呼称される。その実態は古代の魔術師たちの手による人造生命体であり、奴隷や兵士として使役されていた。その身体は泥や腐肉、塵といった汚物で形成されており、絶命するとこれらの構成物の姿に戻って崩れ落ちる。

## キャラクター

### パーティーメンバー
主人公
男女の性別と、男女ごとに4種類用意された顔グラフィック、4種類の生い立ちをプレイヤー自らが組み合わせ、主人公となるキャラクターを作ることができる。各主人公には生い立ちと性別の組み合わせによって固有のデフォルトネームが存在するが、これは自由に変更することができる。ただし全ての主人公には共通してその出生にある秘密が隠されており、それが物語の鍵となっている。なお、主人公はドラゴンクエストに代表されるタイプのプレイヤーの分身たるキャラクターであり、テキストにおいて感情の描写はあるものの、台詞の類は一切存在しない。
以下に各生い立ちごとの簡易な解説を述べる。
賢者の弟子　デフォルトネーム【男：アベリオン　女：フィー】
町外れに住む老魔術師・デネロスに拾われ、彼の弟子として育てられた。魔術師の道を志しており、古代語の知識を持つ。
騎士の嫡子　デフォルトネーム【男：キャシアス　女：ウェンドリン】
ホルムの領主・カムールの跡継ぎとして育てられた。幼い頃から家に仕えているフランとは幼なじみの関係。騎士としての鍛錬を積んでおり、腕力が非常に強い。
罪人の遺児　デフォルトネーム【男：ヴァン　女：アイリ】
盗賊の女性・レナに拾われ、彼女の子として育てられた。各地を転々としていたが、追っ手から逃れてホルムに落ち延びた際に、レナが捕まって処刑されてしまったため、その後は血のつながらない兄妹である兄パリス、妹チュナの二人と共にホルムのスラムで暮らしている。盗賊の子だけあって手先が器用で動きも素早い。
神殿に拾われた孤児　デフォルトネーム【男：エメク　女：マナ】
神殿の老巫女・アダに拾われ、大河の女神アークフィアを信仰する神官として育てられた。治療の技を身に付けているほか、天性の勘を備えている。
パリス
主人公の悪友にして兄貴分。罪人の遺児においては義理の兄。チンピラ気質の若者で、盗賊としてもそれなりの腕があることから、ピンガー商会に雇われ後ろ暗い仕事（ルートによっては裏稼業には手を染めず、その代わり楽して稼ぐためにしょうもない商売を目論んだりしている設定にもなる）に手を染めており、ネルからはしばしば「ダメ人間」呼ばわりされている。一方で妹のチュナをとても大切にしており、またお伽噺の様な大冒険に憧れていたところもあった。異変に際して彼女が眠ったまま目覚めなくなったことと実際の「大冒険」の現実に二重の意味で気落ちするが、なんとか治療の手がかりを掴むべく遺跡探索に乗り出す。
二刀流が可能な物理アタッカーで、仕事柄鍵開け等探索スキルもかなり豊富。物語全般を通して安定した性能である。
ネル
雑貨屋の娘。主人公やパリスとは幼なじみ。２人に対しては「ネルお姉ちゃん」と自称するなど僅かに年上。魔法使いを志望しており、よくデネロスの住む庵に通っている。しかしその方面の才能には薬学以外は全く恵まれておらず、かわりに女性らしからぬ強い腕力を有する。とらえどころのない気楽な性格をしているが、異変に際しては自分達の責任ではないかという悩みを抱えており、その責任感から遺跡探索に協力する。
重戦士タイプ。前衛として活躍できるほか、序盤では貴重な回復役でもあり、有用な補助スキルを数多く覚える。また、進行次第では数々の製作スキルを習得する器用さも持つ。
ラバン
諸国を旅してまわる隻腕の老剣士。利き腕でない方の腕には義手を装着している。その出自には謎が多く、ゲーム内でも彼の過去について明確な情報を得ることはできない。ただし彼の語る昔話や、いくつかの文書、その剣技などからある程度正体を推測することができるようになっている。普段は釣りを趣味とする気の良い好々爺で、主人公には探索について多くの助言を与えてくれる。異変に何か看過できないものを感じ取り、この一件の片が付くまでホルムへの滞在を決める。
高威力の剣技を使える上にMPもそれなりに多く、対単対多問わずダメージソースとなり得るキャラ。さらに後半になると探索スキルは彼一人でほぼ網羅できる。高齢と隻腕であるため、体力や防御面がやや不安。
キレハ
南方の荒野を住処とする遊牧民で、さる高貴な血筋に連なる一族の出身。サバイバル全般に習熟しており、動物の扱いにも手慣れている。女性ながら戦いの術にも長けており、弓と魔法を扱う。嗅覚が敏感で、色々なものの匂いを嗅ぎ分けることができる。物言いはきつめで人混みを嫌うが、世話好きで他人を放っておけない性格でもある。放浪の旅の最中、異変に見舞われたホルムに辿り着き、遺跡の探索に参加した。
有用な探索スキルに加えて料理が得意。戦闘においてはスピードに優れ、サブアタッカーおよび補助役をこなす。最強の自己ブースト技により、ボス戦で特に活躍する。
シーフォン
魔術師の少年。幼くして魔術に優れる将来有望な若者だったが力を得ることに固執しており、そのためにかつて親友を手にかけてしまい、学院を追放された過去を持つ。ホルムで発見された遺跡に目を付け、失われた古代の魔術を狙って探索に乗り出す。誰に対しても高圧的・挑発的な態度を取り、また極めて自己中心的で悪びれるということが一切ない。探索中には主人公が手に入れた古代の書物を狙って取引を持ちかけたり、それが叶わなければ強奪しようとするなど、目的のものを手に入れるためには手段を選ばない。しかし芯からの悪人にはなりきれないようで、ふとした緩みで隠れた一面が現れる。
防御は脆いが強力な攻撃魔法を使える、典型的な魔法使いタイプのダメージディーラー。雷と闇の呪文を得意とし、対多に強い。探索スキルは多くはないが、組み合わせは決して悪くない。移籍に潜る際のMP管理には注意。
テレージャ
西シーウァ王国からやってきた、天秤神キューグに仕える巫女。ある人物曰く「奇天烈姫」として有名らしい。考古学を熱心に学んでおり、その探求心から各地の遺跡の実地調査にも自ら乗り出している。ホルムに来た目的も遺跡に学術的な価値を認めたからで、古代王国の名残を見つけては興奮してその知識を披露する。また、独特の嗜好の持ち主で、男性同士の恋愛に興味を示すシーンも存在する。
回復魔法のエキスパート。物理攻撃は弱いが装備可能な物が多いため、防御力はそれなりにある。探索面のスキルは少ないが、考古学を学んでいるだけありシーフォン同様「古代知識」を序盤から持つ。
アルソン
ネス公国の名門貴族の嫡男。異変に際して公国の威光を示すため、公国家の血筋に連なる彼に白羽の矢が立ち、ホルムへの出向が決まった。本人は周囲との間に壁を作らないように、また騎士として礼儀正しい振る舞いを心掛けているが、まだ年若く世間知らずのため、それらの行動は本人の思惑とは裏腹に虚しく空回りしており、空気の読めないお坊ちゃんとして認識されている。基本的には根っからの善人であり、異変から生じた騒乱に思い悩み、正義について葛藤する。
前衛タンク型で装備可能な武具がかなり多い。魔法は全く使えないが、自前で属性耐性を持つなど驚異のタフさを誇り、全体強化技が使えるためボスに強い。探索スキルは少ないが、若くして従軍経験があるためか料理が非常に得意でもある。
竜人（エンダ）
かつての竜族の王。卵として遺跡に眠っていたが、主人公によって名を与えられたことで孵り、人間の女児に転生した。そのため主人公には刷り込みに近い感情を抱いている。主人公以外の仲間キャラクターでは唯一自由に名前を付けることが可能（デフォルトネームはエンダ）。遺跡から出た後は神殿に預けられ、アダが面倒を見ている。前世（竜王）の記憶がいくらか残っており、言語を理解し自らも話すことができるが、まだ生まれたてゆえに精神年齢は低い。人間に転生してもなおその本質は竜であるため、衣服を着るなどの文明的な生活を嫌い、火を通していない生肉や生魚を好物とする。
種々のブレス攻撃を得意とし、基本的には対多に強い。各種パラメータが高いが通常の装備があまりできず、やや打たれ弱い。また、ある設定に準拠しているからかやや眠り耐性が低い。しかし専用のイベント装備で性能が大きく変わり、様々なタイプとして運用可能。
フラン
ホルム領主に仕えるメイド。故郷はレンデュームという集落で、弟のギュスタールは若長として集落の者達を纏めている。レンデュームの一族はホルム領主に仕えており、密偵・暗殺の術について子供の頃から厳しい訓練を課せられているため、フランもまたそういった技術を身に付けている。異変の後は冒険者たちに協力するよう命を受け、探索に参加した。献身的な性格で、仲間に対する気遣いを絶やさない。どこか天然気味な感性を持ち合わせており、時々場違いな感想を漏らすこともある。メイドでありながら料理の腕は絶望的で、食した者に壊滅的な被害をもたらす。得意料理は気絶した人間を覚醒させるほどの壮絶な味の魚郷土料理「ポララポ」。本人もその強烈な不味さを保証しているが、あくまでそれはポララポそのものの不味さゆえであると考えており、自身の料理の腕を自覚してはいないらしい。
非常に素早い二刀流アタッカー。様々な忍の技を使う。探索面では開錠のエキスパートとして力を発揮する。
メロダーク
旅の傭兵を自称する、無口かつ陰気な男。必要以上に他者と言葉を交わそうとせず、遺跡の探索に参加した理由も明かそうとしないが、なんらかの目的を持っていることを窺わせる言動も取る。一方で料理を趣味とするなどの一面も持つが、その腕はフラン同様に絶望的で、また彼女以上に自身の料理下手に対して無自覚。また周囲の目を憚らず突然衣服を脱ぎだすという奇行に走ることがあり、何かにつけて全裸になりたがる節がある。エンダの悪戯にも寛大であるなど度量のある一面もある。
魔法戦士タイプ。装備武器の性質によって役割が変わる。また有用な探索スキルを網羅する。

### 町の人々
チュナ
スラムに住んでいる少女で、パリスの妹。パリスに対して真面目に働いてほしいと日々思っているが、まるでやる気がないばかりか危険なことばかりしたがる兄に対し、呆れた気持ちを抱きながらも心配している。異変に際して怪鳥の魔物に襲われ、それ以降眠ったまま目覚めずにいる。展開によってはゲストキャラクターとしてパーティーメンバーに参加する。
オハラ
酒場「ひばり亭」の女主人。仕事柄町の情報に明るく、色々な話を教えてくれる。若い頃はパリスの養母だったレナと共に、凄腕の盗賊コンビとして活躍していた。後にホルムにて建物一つを騙し取り、酒場を開く。現実主義かつ実利主義な性格で、それなりにがめつい。それでも主人公やパリスのことは気にかけており、特に罪人の遺児である場合はピンガー商会に関わらないよう忠告する。また罪人の遺児を女主人公にした場合、主人公はこの酒場で働いている。
カムール
ホルムの町の領主で、フルネームは「カムール・グリムワルド」。過去に生まれたばかりの子供を失うという悲劇に見舞われており、2年前には妻にも先立たれている。極めて慎重な性格で、テオルの大胆さをやや危険視している。ギュスタールはホルムの領主である彼を仇敵と考えており、罪人の遺児ルートのパリスからは過去にレナを捕らえ処刑した張本人として恨みを買っている。一方でゼペックら部下からは善き上司として慕われてもおり、領民も彼に大きな不満を抱いている様子はなく、遺児達への処遇なども鑑みるに厳格ながら慈悲深い人物でもあると言える。騎士の嫡子でスタートした場合、息子に対しては厳格な父親としての姿を見せるが、娘に対してはまるで別人のように過保護な父親となる。初老程度の年齢であるが、自らも戦場に立つなど未だ１人の騎士としても力は衰えていない。
アダ
大河神殿の老巫女。信仰の形を一つの享楽主義として見出しており、明るく前向きに考えるよう人々に説く。神殿に拾われた孤児でスタートした場合、彼女が養育者となる。信仰について思い悩む主人公に対し、やはり毎日を楽しく生きるよう諭す。物語が進むとエンダの世話を引き受け、野生児の如く振る舞うエンダに人間らしい生活を教えるべく奮闘する。
ゼペック
フランとギュスタールの祖父で、カムールに仕える執事。既に老齢に差し掛かり中年太りしているが、レンデューム一族の者らしく素早い身のこなしを得意とする。かつてはホルムと敵対したが、カムールにより将であった自身と一族を助けられた恩からカムールを「お館様」と慕い、カムールもまた彼を側近に置くなど信頼している。
ピンガー
罪人の遺児でスタートした場合のみ登場する人物。交易品を扱うピンガー商会の主。パリスのようなスラムの若者を使って商売敵の邪魔をしている。罪人の遺児が男主人公の場合、パリスとともにピンガーのもとで薄汚い仕事に手を染めている。テオルに取り入ってさらなる儲けを得ようと企てており、そのためにパリスや主人公を利用する。
デネロス
町外れの庵に住む老賢者。鍵の書という強大な力を秘めた魔導書を所有している。町では医者のように薬の調合、処方をしているため、住人達からは先生と呼ばれ親しまれている。賢者の弟子でスタートした場合、彼が師匠となる。探索に行こうとする主人公を止めるなど、森で見つけた洞窟について何か知っている様子を見せる。シーフォンが彼の知識を狙うなどその魔術の腕は確かで、強力な破壊の術や結界の方陣などを扱う。

### その他
テオル
ネス公国公子。アルソンの従兄。顔の中央に大きな十字型の傷跡が残されている。一人称は「己（おれ）」。常に自信に充ち満ちた堂々たる態度を崩さず、また貴族らしからぬ砕けた口調もあいまって、人心掌握の術に長けている。遺跡に対して大きな関心を抱いており、ネス公国からホルムまで自ら出向いてきた。密かな野望を抱く野心家でもあり、この異変を自らがのし上がるために利用しようと目論んでいる。遺跡から発見される古代の物品そのものにも興味があるらしく、序盤は主人公らが見つけたそれらを買い取ってくれる事もある。また詳細は不明であるが、アルソンにより既に子供がいた事が語られる。
ギュスタール
フランの弟で、レンデュームの里の若長。一族の中でも武闘派・急進派と言える。貫禄のある風貌をしているが、いまだ14歳という若年。姉フランには頭が上がらないが、彼女の事は彼なりに大事に想っている。年若いがゆえにゼペックの感じた恩義などは分かっておらず、元敗軍の一族として姉含めホルムの領主に仕えさせられているという事実そのものに不満を抱いており、姉からはその考えを改めるよう度々注意されている。そうした思いや一族の未来を案じたゆえか、テオルの考えに同調し、彼と手を組むことを考えるようになる。
バルスムス
大河神殿軍の将軍。その顔には大きな刀傷が刻まれており、生来の厳つい顔つきと合わさって、見る者全てを威圧する凄まじい面構えとなっている。しかしその人柄は誠実かつ実直で、アダとも旧知の間柄。遺跡がもたらすであろうさらなる災異を危惧している。ルートによってはテオルに敗北し、死亡する。
パーシャ
西シーウァ王国の姫将軍。凄まじい剛力を誇り、巨大な剣を軽々と振るって戦う、武人肌の人物。かつてネス公国との戦争で領土を奪われたため、虎視眈々と奪回の機会を狙っている。テオルとは過去に個人的に一悶着あり、更にルートによってはテオルに敗北し、死亡する。
ウリュウ
罪人の遺児でスタートした場合のみ登場。失われた剣技を操る女剣士で、人を斬る事を生き甲斐としている。劣勢に追い込まれると癇癪を起こして所構わず切り刻んで暴れ回るなど、様々な意味で危険な人物。ピンガーに暗殺者・用心棒として雇われている。
金色猫（ピート）
遺跡内に出没する謎の商人。様々なアイテムを販売しているほか、有料で冒険のアドバイスをしてくれる。
ユリア
アルケア帝国の皇族の血を引く巫女。幻の都で夢見の司として主人公達を待っており、世界の真実と始祖帝の野望の一端を語って聞かせる。巫女としての力ゆえか、自分達の存在の正体をある程度理解している節も見える。ヒント機能を有効にしていれば、ボス戦など要所での戦闘のゲームオーバー時にも登場し、その場面での戦略などをアドバイスしてくれる。なお、アドバイスは金色猫がしてくれる場合もある。
夜種王
本作屈指のネタキャラ。様々な場面で強烈なコスプレ姿で登場し、プレイヤーに対して問答や試練などを突き付けてくる。
タイタス
古の国家、アルケア帝国を統治した皇帝の名。代々の皇帝は皆始祖帝の名を継承しているため、歴代の皇帝の名は全てタイタス○世で統一されている。この物語のキーパーソンにして、全ての元凶たる存在。

## 評価
前述したふりーむ!ゲームコンテストでは、「実際に冒険している感覚になる演出」や「主人公を選択できることや、パーティを自由に編成できることなど、プレイヤーの好みに合わせてプレイできる自由さ」が評価されており、また「『おもしろさ』というゲームデザインの面でも良くできている」と評されている。
窓の杜のコーナー「週末ゲーム」では、「細やかな情景描写と、行動の自由度の高さが最大の特徴」の作品であり、「物語の随所に、謎掛けや番号入力、罠の回避といった頭をひねる場面が用意され、ちょっとした達成感を味わうことができるのも見逃せないポイント」であると評している。そして「読み物としての完成度の高さも本作の魅力」であり、「さまざまな神話や伝承などが登場するが、現実の神話や歴史をうまく類型化することで、説得力のある内容になっている」ほか、「作品の重要なバックボーンの役割をしっかりと果たしている点もすばらしい」と評価されている。また「今どきの国産RPGとしてのテイストもしっかりと盛り込まれている」とも評されている。
ツクールwebのコーナー「名作図書館」では、「高い自由度が売りの作品」であり「仲間にできるキャラは実に個性豊か」で「世界観も綿密に作りこまれている」と評されている。また「場所ごとに描き起こされた雰囲気たっぷりの一枚絵」についても評価されており、「他のゲームとは一線を画している」作品とされている。
Crowdrive Gamesでは、「細部まで練り込まれた設定が魅力」のゲームとして紹介されており、「圧倒的な文章量と、それによって彩られる重厚な世界観が特徴」で「全体的に民俗学や伝承のような雰囲気が漂っている」と評されている。

## 小説版
嬉野秋彦により、KADOKAWAから小説版が2018年3月5日から同年12月27日にかけて全２巻発売されている。挿絵は弘司が担当。